# جيوفري لويد
جيوفري لويد (بالإنجليزية: G. E. R. Lloyd)‏ (و. 1933  م) هو مؤرخ طبي، ومؤرخ، وأستاذ جامعي من المملكة المتحدة، وويلز، ولد في سوانزي، هو عضوٌ في الأكاديمية البريطانية، والأكاديمية الأمريكية للفنون والعلوم.

## التعليم
تعلم في كلية الملك في كامبريدج، ومدرسة شارترهاوس ‏.

## جوائز
حصل على جوائز منها:
- جائزة دان ديفيد (2013)
- زمالة الأكاديمية البريطانية
- ميدالية كنيون [الإنجليزية]‏ (2007)
- George Sarton Medal [الإنجليزية]‏ (1987)
- International Prize (Fyssen Foundation) [الإنجليزية]‏ (2014)